# Fjaltring
Fjaltring er en landsby, der er beliggende nær Vestkysten cirka 5 km nord for Nissum Fjord og cirka 15 km sydøst for Lemvig. Byen ligger i Fjaltring Sogn og Lemvig Kommune.
Byen har cirka 200 indbyggere.
Lidt vest for byen findes Fjaltring Kirke og lidt sydvest for byen den fredede Redningsstation Tuskær (sv).
Torsmindevej/Sekundærrute 181 passerer umiddelbart øst om landsbyen. Vestkystruten passerer forbi kirken og den gamle redningsstation.

## Galleri
- Redningsstationen
- Galleri Møller ca 1 km syd for byen
- Christian Blache, Stranding ved Fjaltring (1876)